# New York Film Critics Online
O New York Film Critics Online (NYFCO) é uma organização fundada pela Harvey Maps em 2000, composta críticos de cinema virtuais, com sede na cidade de Nova York. O grupo se reúne uma vez por ano, em dezembro, para votar na condecoração anual, o NYFCO Awards.